# 삼계강사계안
삼계강사계안(三溪講舍契案)은 대한민국 전북특별자치도 임실군에 있는 조선시대의 책이다. 1998년 1월 9일 전라북도의 유형문화재 제160호로 지정되었다.

## 개요
삼계강사는 둔덕방 출신의 학동들이 선생을 모셔다가 공부하던 곳으로서, 약 450여 년전 중종 중엽에 태종의 둘째 아들인 효령대군의 증손 춘성정을 중심으로 강사(講舍)를 창립하여 7개 부락 7성(최·이·한·김·하·장·양씨)이 모여 동계를 실시하였다. 동계란 임진왜란 이후에 고을 단위로 일종의 ｀계(契)´가 조직되었는데 마을 단위로 조직된 계가 바로 동계이다.
삼계강사에는 135권의 서책과 92장의 고문서가 소장되어 있는데, 서책 135권 중 127건은 동계와 6건은 교(轎)계와 관련이 있으며, 고문서 92장은 모두 동계와 관련이 있다.
이 문서는 계조직과 관련 향촌 사회를 연구하는데 매우 귀중한 사료로 평가된다.

## 같이 보기
- 계(契)

## 참고 자료
- 삼계강사계안 - 국가유산청 국가유산포털